# Arnica montana subsp. atlantica
Arnica montana subsp. atlantica é uma subespécie de planta com flor pertencente à família Asteraceae. 
A autoridade científica da subespécie é A. Bolòs, tendo sido publicada em Agronomia Lusitana 10: 113. 1948.
Os seus nomes comuns são arnica, panaceia-das-quedas, craveiro-dos-alpes, arnica-europeia, quina-dos-pobres ou tabaco-dos-saboianos.

## Portugal
Trata-se de uma subespécie presente no território português, nomeadamente em Portugal Continental.
Em termos de naturalidade é nativa da região atrás indicada.

## Protecção
Encontra-se protegida por legislação portuguesa ou da Comunidade Europeia, nomeadamente pelo Anexo V da Directiva Habitats.